# Aspitates aurantiaca
Aspitates aurantiaca là một loài bướm đêm trong họ Geometridae.